# Angostura kunorum
Angostura kunorum är en vinruteväxtart som beskrevs av G. Mcpherson. Angostura kunorum ingår i släktet Angostura och familjen vinruteväxter. Inga underarter finns listade i Catalogue of Life.